# Primera Junta de Gobierno de Chile
La Primera Junta de Gobierno de Chile, oficialmente Junta Provisional Gubernativa del Reino a nombre de Fernando VII, fue el nombre del cuerpo colegiado formado legalmente para administrar la Capitanía General de Chile y tomar medidas para su propia defensa tras la captura del rey Fernando VII de España por Napoleón Bonaparte, de la misma manera en que las provincias de España formaron la Junta Suprema Central en dicho periodo. El cabildo abierto se reunió en el edificio del Real Tribunal del Consulado de Santiago el martes 18 de septiembre de 1810, y funcionó hasta el jueves 4 de julio de 1811, cuando se inauguró el Primer Congreso Nacional.
Esta institución fue la primera forma autónoma de gobierno surgida en el Chile central, al menos desde su conquista por parte de los españoles. Como institución, por primera vez permitió el protagonismo de la aristocracia criolla en la vida pública, desplazando a los funcionarios originarios  de la metrópoli. Aunque la junta se erigió nominalmente como forma de defensa de la Monarquía Española, las ideas autonomistas ya habían hecho eco en la aristocracia chilena y fue aprovechada por sus partidarios para iniciar una época de reformas que gatilló finalmente el proceso independentista chileno, que culminó con la jura de la independencia de Chile, el 12 de febrero de 1818, y el triunfo en la batalla de Maipú, el 5 de abril del mismo año.
En Chile se celebran anualmente las Fiestas Patrias el 18 de septiembre (junto con el día 19 siguiente, llamado «Día de las Glorias del Ejército») para conmemorar el aniversario de esta Junta de Gobierno, el primer paso para la formación de la nación independiente.

## Antecedentes

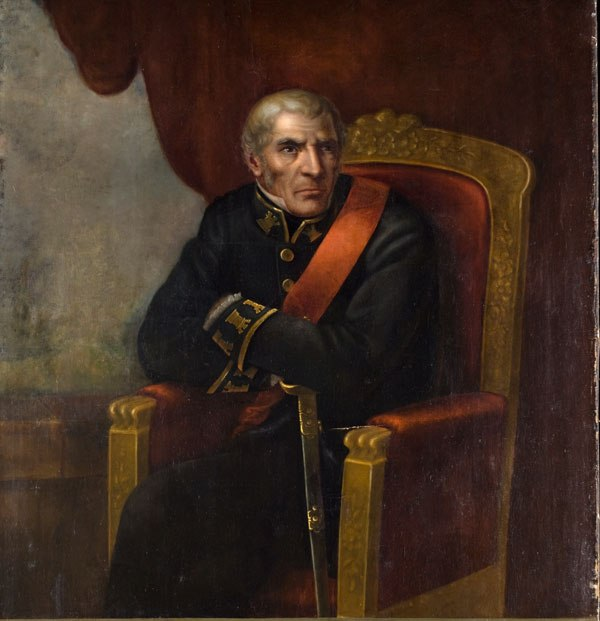
Francisco Antonio García Carrasco, gobernador de Chile entre 1808 y 1810

A fines del siglo XVIII, Chile era un reino de Indias, entidad integrante del Imperio español, administrada por un gobernador designado por el rey de España. La Capitanía General (también conocida como «Gobernación» o «Reino de Chile»), aunque reclamaba su territorio hasta el cabo de Hornos y la Patagonia oriental, ejercía dominio efectivo sobre lo que hoy corresponde al centro de Chile, limitando por el norte con el desierto de Atacama y por el sur con el río Biobío, además de algunos enclaves en Valdivia, Osorno y el archipiélago de Juan Fernández. La Intendencia de Chiloé, ubicada más al sur, era directamente gobernada por el Virreinato del Perú.
Las ideas de la filosofía política de la Ilustración —que luego originaron la Revolución de las Trece Colonias (1763) y la Revolución francesa (1789)— comenzaron a tener eco en las colonias españolas de América. Aunque fallido, el primer intento serio de una revolución independentista en Chile fue la llamada «conspiración de los tres Antonios» (1780). Pese a que la mayoría de los criollos chilenos reconocía la existencia de graves problemas en la administración del país, muy pocos los asociaban con la existencia del régimen colonial, por lo que siguieron rindiendo honores a la monarquía.
Algunas décadas más tarde, una serie de sucesos aceleró el pensamiento autonomista en las colonias americanas, incluyendo Chile. El 11 de febrero de 1808, falleció el gobernador Luis Muñoz de Guzmán; en su reemplazo asumió el brigadier de mayor graduación de entonces, Francisco Antonio García Carrasco. En la metrópoli, la invasión de Napoleón Bonaparte inició en marzo de 1808 una serie de conflictos que derivaron en el derrocamiento del rey Carlos IV y la posterior abdicación de su hijo y sucesor, Fernando VII, en favor de José I Bonaparte, hermano mayor de Napoleón. Ante la crisis monárquica, la aristocracia criolla necesitaba una autoridad que afianzara los lazos con España y defendiera con propiedad la imagen hispana. García Carrasco cometió errores durante su gobierno, por lo que la clase dirigente se sintió desprotegida. En 1810 hizo arrestar y enviar a Lima a José Antonio de Rojas —quien había estado involucrado en la «conspiración de los tres Antonios» (1780)— bajo sospechas de complot, sin presentar ningún tipo de pruebas; su detención provocó la indignación de los santiaguinos. Un caso de corrupción, el llamado escándalo Scorpio, fue la gota que rebasó el vaso y que llevó a los ciudadanos a solicitar la renuncia al gobernador García Carrasco el 16 de julio de 1810.
Ese día, y en reemplazo de García Carrasco, asumió como gobernador Real de Chile Mateo de Toro Zambrano, conde de la Conquista, que se encontraba en la asamblea en su carácter del más alto jefe militar. Al asumir el cargo, de Toro Zambrano tenía casi 83 años, una frágil memoria debido a su edad y falta de carácter. Debido a esto último, logró ser convencido por los juntistas para autorizar la convocación a un cabildo abierto para el 18 de septiembre de 1810, que se convirtió en el primer paso del proceso de la independencia de Chile.

## Instalación de la Junta
Para el dia 18. del corriente à las 9 de la mañana: espera à V. el M. I. S. [a Usted el Muy Ilustre Señor] Presidente, con el Ilustre Ayuntamiento, en las Salas del Real Tribunal del Consulado, à consultar y decidir los medios, mas oportunos à la defensa del Reino y pública tranquilidad.
Transcripción del texto de la esquela de invitación al cabildo.

Esquela de invitación al cabildo abierto en las «Salas del Real Tribunal del Consulado» el. Esta esquela es considerada un incunable chileno

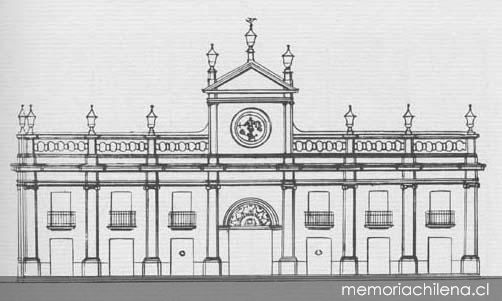
Palacio del Real Tribunal del Consulado de Santiago. El edificio fue concluido en 1808, y el diseño de su fachada se mantuvo intacto hasta 1886, cuando pasó a ser sede de la Biblioteca Nacional.

La asamblea fue convocada por el cabildo abierto con invitación. Se concretó en el edificio del Real Tribunal del Consulado de Santiago entre las 9:00 y las 15:00 horas del martes 18 de septiembre de 1810.
En dicha asamblea, y con la presencia de más de 400 vecinos —la mayoría de ellos criollos—, Mateo de Toro Zambrano abrió la sesión y renunció a su cargo de gobernador del Reino de Chile diciendo: «Aquí está el bastón, disponed de él y del mando». A continuación, su secretario, José Gregorio Argomedo, ratificó la decisión del conde y solicitó al Cabildo que se evaluaran los pasos a seguir.
El procurador José Miguel Infante se dirigió a la asamblea y manifestó que lo más conveniente, tanto para el país como para los intereses del rey, era la creación de una Junta de Gobierno. Bajo la consigna de «¡Junta queremos! ¡junta queremos!», la propuesta de Infante fue aceptada por aclamación de la gran mayoría de los asistentes al Cabildo.
Por consiguiente, se acordó organizar una Junta Provisional Gubernativa del Reino a nombre de Fernando VII formada por nueve miembros. Debido a que la organización de este evento fue directamente asumida por los criollos, la mayoría de los asistentes era gente afín a las ideas que proclamaban la conveniencia de formar una Junta de Gobierno; de esta manera, se evitaba cualquier alteración que pudiese provocarse durante el Cabildo.
Una vez concluida la sesión, las campanas de las iglesias repicaron y se celebraron fiestas y bailes en las calles de la ciudad.

### Propósito
El propósito de la Junta Provisional Gubernativa del Reino fue mantener en el Reino de Chile la soberanía del rey español Fernando VII, prisionero a causa de la ocupación napoleónica de España y la usurpación de su trono por José I Bonaparte, hermano mayor de Napoleón.

[...] y a ejemplo de lo que hizo el señor gobernador de Cádiz, depositó toda su autoridad en el pueblo para que acordase el Gobierno más digno de su confianza y más a propósito a la observancia de las leyes y conservación de estos dominios a su legítimo dueño y desgraciado monarca, el señor don Fernando Séptimo [...] defender al reino hasta con la última gota de su sangre, conservarlo al señor don Fernando Séptimo y reconocer al Supremo Consejo de Regencia [...] Todos los cuerpos militares, jefes, prelados, religiosos y vecinos juraron en el mismo acto obediencia y fidelidad a dicha junta instalada así en nombre del señor Don Fernando Séptimo, a quien estará siempre sujeta.
Acta del Cabildo de Santiago (18 de septiembre de 1810).

El día nacional de Chile —es decir, la fecha de las Fiestas Patrias de Chile— es el 18 de septiembre debido a que esta Junta de Gobierno fue la primera forma autónoma de gobierno surgida en Chile y el episodio que inició la independencia chilena, pese a su nominal lealtad al rey de España.

## Desarrollo de la Junta

### Primeros días

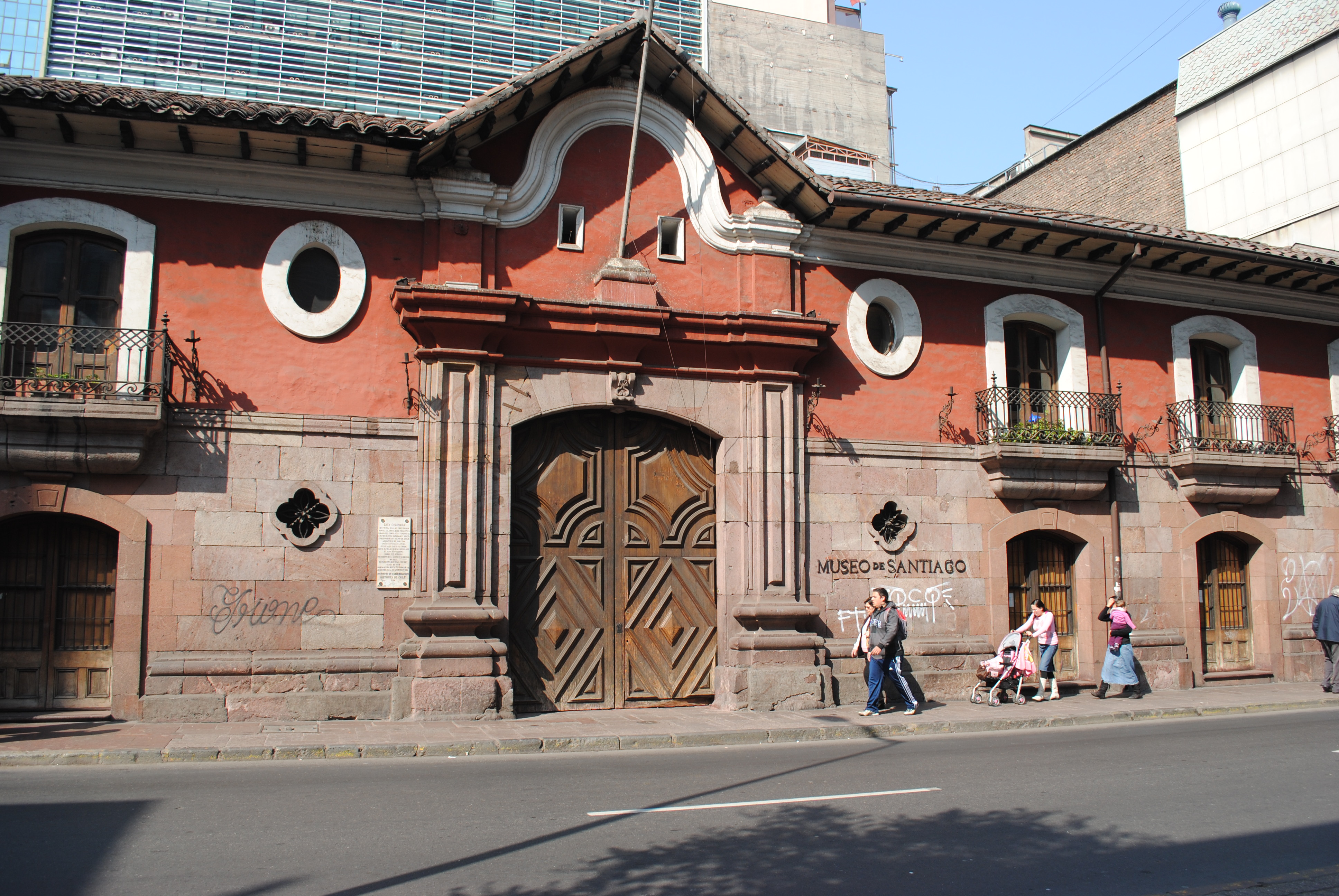
La casa de Mateo de Toro Zambrano, conocida actualmente como Casa Colorada, fue sede de diversos eventos y celebraciones en los días posteriores a la instalación de la Junta Gubernativa

Todas las autoridades españolas fueron destituidas al formarse la Junta de Gobierno —comenzando a funcionar el principio de soberanía popular—, que inició el periodo conocido como Patria Vieja (1810-1814). En Santiago se realizaron grandes actos de celebración entre los criollos, incluyendo actividades religiosas deseando éxito al nuevo gobierno, y se instaló un teatro en la Plaza Mayor. 
Sin embargo, el apoyo no fue universal. Un número importante de españoles residentes se resistieron a la instalación de la Junta, e incluso se rumoreó que el marqués de Cañada Hermosa marchaba sobre Santiago con una milicia de 1500 hombres armados, lo que motivó a la movilización de las tropas santiaguinas. La Real Audiencia manifestó el mismo día 18 sus reparos a la constitución de un gobierno autónomo, aun cuando profesara fidelidad a la Corona española; sin embargo, la presión de los juntistas obligaron a los jueces de la Real Audiencia y otras instituciones coloniales a someterse a la nueva autoridad.
En otras localidades del reino, la aceptación de la Junta en Santiago fue rápida. En octubre de 1810, el intendente en Concepción, Luis de Álava Sáez de Navarrete, debió huir a Perú luego de que la población reconociera a la nueva Junta y el intendente se rehusara a ello. En tanto, en la intendencia de Coquimbo, la aprobación de las nuevas autoridades no fue automática y solo se realizó una vez que estas reafirmaran su lealtad a la monarquía.
El 19 de septiembre de 1810, la Junta Suprema de España e Indias, representante del gobierno español durante la ocupación napoleónica en nombre del rey Fernando VII, anunció el nombramiento de Antonio Valcárcel, marqués de Medina, como nuevo capitán general de Chile. La decisión fue rechazada por la Junta Gubernativa, que le indicó a Valcárcel que se mantuviera en Montevideo y no ingresara a Chile, lo que significó una de las primeras medidas abiertamente opuestas a las políticas dictadas desde la península ibérica.

### Obras realizadas
Durante sus primeros días, la Junta Gubernativa recibió un conjunto de recomendaciones redactadas por el destacado jurista Juan Egaña. Estas recomendaciones sirvieron como base para algunas de las primeras acciones implementadas por las primeras autoridades locales de la historia de Chile, entre las que se encuentran:
1. Aumentar y reorganizar las tropas del Ejército de Chile (2 de diciembre de 1810):[12] Los criollos justificaron esta medida con el argumento de que los franceses y las invasiones napoleónicas podían llegar a América y necesitaban tropas para enfrentar a Napoleón.
2. Convocar a un Congreso Nacional: Si bien la Primera Junta, como órgano provisional, contó con reconocimiento en gran parte del territorio chileno, ella solo representaba formalmente a los vecinos de Santiago. Por ello, dentro de sus primeras acciones estuvo la organización de un congreso representativo de todas las provincias del Reino.[13]
3. Declarar el libre comercio internacional: Se anuló el Reglamento de libre comercio (1778), y se declaró la libertad de comercio internacional. Se declararon también las herramientas importantes —tales como armas, imprentas, libros, mapas y papeles, entre otros— que no tendrían impuesto, con el objetivo de abaratar su coste en Chile.[8]
4. Establecer comunicaciones con la Junta de Buenos Aires: Tomaron esta medida debido al inminente asalto de las tropas del virrey del Perú y a la necesidad de comunicación con sus vecinos y sus ideales ilustrados-independentistas. Después, esta comunicación se tornó importantísima en la independencia, puesto que los argentinos ayudaron posteriormente a liberar a Chile del régimen colonial.[8] El representante de la Junta de Buenos Aires en Chile fue Antonio Álvarez Jonte (1810-1811).

### Evolución y fin de la Junta

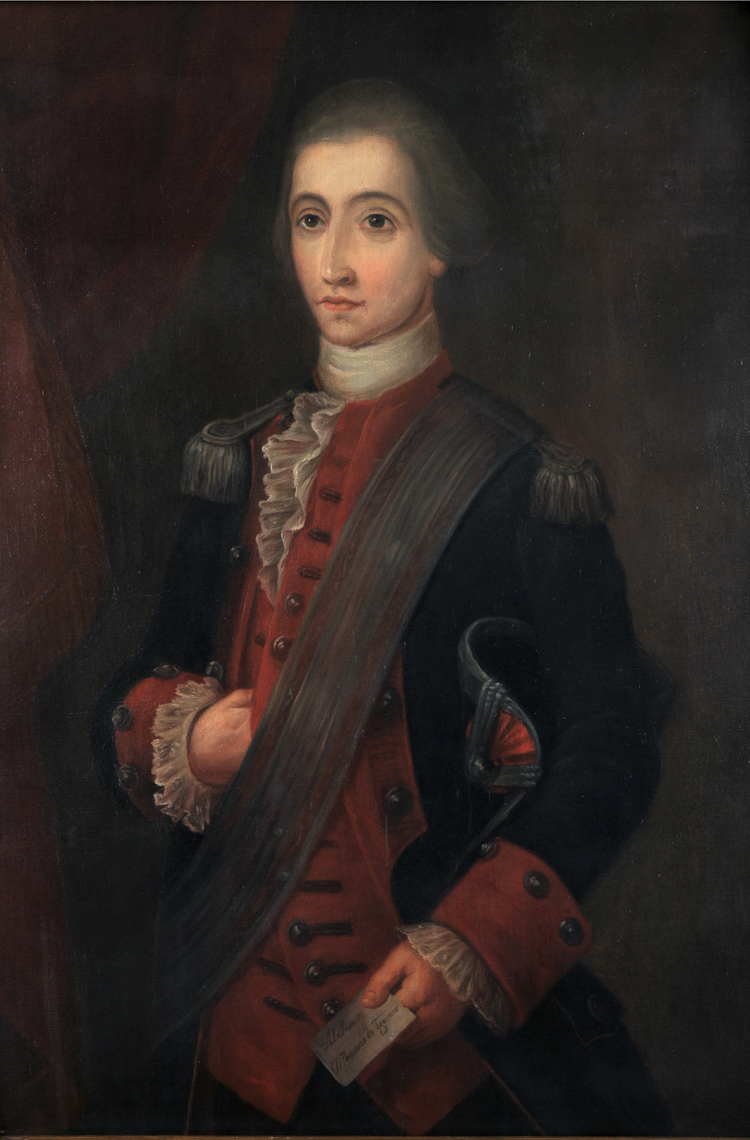
Tomás de Figueroa, líder del motín realista del

Ya desde su instalación, la composición de la Junta presentó diversas disputas entre las facciones de los «moderados» y los «exaltados». Estos últimos, más favorables a tomar acciones que consolidaran la autonomía de Chile frente al poder colonial, ocuparon la mayoría de los cargos e incluso nombraron como parte de la Junta Gubernativa a uno de sus líderes, Juan Martínez de Rozas, quien se encontraba en Concepción en la época. El presidente De Toro Zambrano, de los miembros «moderados» de la Junta, ejerció poca influencia debido a su edad y las acciones de la Junta quedaron cada vez más alineadas a la ideología «exaltada»; su fallecimiento, el 26 de febrero de 1811, permitió a Martínez de Rozas tomar el control de la Junta, aunque en un cargo interino. Este período permitió el surgimiento de las primeras expresiones públicas, aunque anónimas, del deseo de independencia completa del poder español. Dentro de estas expresiones destaca la Proclama de Quirino Lemáchez, escrita clandestinamente por el sacerdote Camilo Henríquez.
Las primeras elecciones para nombrar a los 42 miembros del Primer Congreso Nacional, realizadas durante los primeros meses de 1811, reflejaron las divisiones políticas de la época y demostraron que los «realistas», aunque fuera de la Junta, seguían teniendo mucho poder en el país. La elección parlamentaria en Santiago fue clave para definir la inclinación política del futuro órgano legislativo. El 1 de abril de 1811, fecha en que se realizaría dicha elección, un motín de tropas leales a la monarquía se realizó en Santiago, exigiendo la restauración del gobernador García Carrasco. Los rebeldes, liderados por Tomás de Figueroa, buscaron a los líderes de la Junta y el Cabildo, sin éxito, y luego fueron reducidos por las milicias juntistas en la Plaza de Armas.
El llamado «motín de Figueroa» fue disuelto y sus líderes, apresados. La Junta realizó un juicio sumario por el destino de Figueroa; Martínez de Rosas, Rosales y Márquez de la Plata votaron a favor de la pena de muerte, mientras Reina y de la Carrera lo hicieron por el destierro. El líder del motín fue fusilado en su celda y su cuerpo, exhibido bajo el pórtico de la cárcel. La Junta procedió luego a realizar diversas acciones represivas contra las figuras del movimiento realista: García Carrasco fue exiliado y la Real Audiencia, suprimida.
La elección en Santiago se realizó finalmente el 6 de mayo y la facción «moderada» ganó la mayoría de los diputados, tanto en la capital como en el Congreso general. El 4 de julio de 1811 se instaló el Congreso Nacional y reemplazó oficialmente a la Junta Provisional Gubernativa como órgano de gobierno en Chile.

## Miembros de la Junta
| Junta Gubernativa del Reino de Chile         | Junta Gubernativa del Reino de Chile                        | Junta Gubernativa del Reino de Chile | Junta Gubernativa del Reino de Chile | Junta Gubernativa del Reino de Chile | Junta Gubernativa del Reino de Chile | Junta Gubernativa del Reino de Chile |
| Presidente                                   | Vocales interinos                                           | Vocales interinos                    | Vocales interinos                    | Vocales interinos                    | Vocales interinos                    | Vocales interinos                    |
| -------------------------------------------- | ----------------------------------------------------------- | ------------------------------------ | ------------------------------------ | ------------------------------------ | ------------------------------------ | ------------------------------------ |
|                                              |                                                             |                                      |                                      |                                      |                                      |                                      |
| Mateo de Toro Zambrano Conde de la Conquista | José Antonio Martínez de Aldunate Obispo electo de Santiago | Fernando Márquez de la Plata         | Juan Martínez de Rozas               | Ignacio de la Carrera                | Francisco Javier de Reina            | Juan Enrique Rosales                 |

| Secretarios  | Secretarios            |
| ------------ | ---------------------- |
|              |                        |
| Gaspar Marín | José Gregorio Argomedo |